# Сквозь тусклое стекло
«Сквозь тусклое стекло», или «Как в зеркале» (швед. Såsom i en spegel), — камерный психологический фильм режиссёра Ингмара Бергмана 1961 года. Первый из так называемой «трилогии веры» Бергмана, продолжившейся лентами «Причастие» и «Молчание».
Главные и единственные роли в картине исполнили четыре актёра Харриет Андерссон, Гуннар Бьёрнстранд, Макс фон Сюдов и Ларс Пассгор. Премия «Оскар» как лучшему фильму на иностранном языке, номинация за оригинальный сценарий Бергмана.

## Сюжет
Название происходит от библейского выражения (1-е послание к Коринфянам, 13), означающего неполноту нашего знания о Боге в этом мире. Каждый из героев этого камерного фильма по-своему страдает, каждый из них внутренне одинок: юная Карин (Харриет Андерссон) мучится от осознания неизлечимости болезни, разрушающей её личность, и от того, что не может «жить в двух мирах одновременно»; её муж Мартин (Макс фон Сюдов) — от безысходности своей любви к ней и собственного бессилия; её 17-летний брат, которого из-за высокого роста зовут Минус — от неуверенности переходного возраста и из-за отсутствия отцовской заботы; наконец, отец, преуспевающий, но глубоко страдающий от своей неискренности и неумения любить писатель (Гуннар Бьёрнстранд).
В такой ситуации опорой мог бы стать Бог, но слышащая голоса и ожидающая Его пришествия Карин наконец находит Его в виде пытающегося проникнуть в неё паука, муж — атеист, брат Минус пребывает в жизненном отчаянии из-за назревавшего и случившегося как взрыв инцеста с ней, а писатель-отец, который (наряду с братом и мужем, настырно добивающимся от Карен супружеской близости) стал причиной обострения шизофрении Карин и её отправки в лечебницу (она прочла в дневнике отца, что он помимо воли наблюдает за разложением её личности как писатель), который узнал об инцесте своих детей, который, наконец, и раньше настолько страдал от неискренности своей веры, что пытался покончить с собой (Бог ли остановил машину над пропастью?), — отец испытал потрясение, вернувшее ему любовь, но Бога — лишь отчасти. Во вновь обретённой, очевидной для него любви он видит вероятное обоснование бытия Бога, но не уверен в том. Оглушённый, он не отвергает сына-кровосмесителя, а поддерживает того, делясь своими предположениями.
Минус, для которого жизнь разделилась на «до» и «после», жизненно нуждается в Боге, и поддержка отца даёт ему надежду. Но ещё важнее то, что он не отвергнут и любим: в последнем кадре Минус восклицает об отце: «Он говорил со мной!» — как будто бы он обрёл не только любовь земного отца, но и «Отца небесного».

## В ролях
- Харриет Андерссон — Карин
- Гуннар Бьёрнстранд — Давид
- Макс фон Сюдов — Мартин
- Ларс Пассгор — Минус

## Награды
- 1962 — Премия «Оскар»
  - Лучший иностранный фильм
- 1962 — Берлинский кинофестиваль
  - Приз Международной католической организации кино — Ингмар Бергман

### Номинации
- 1963 — Премия «Оскар»
  - Лучший сценарий — Ингмар Бергман
- 1963 — Премия BAFTA
  - Лучший фильм
  - Лучшая зарубежная актриса — Харриет Андерссон
- 1962 — Берлинский кинофестиваль
  - «Золотой медведь» — Ингмар Бергман